# Plateau de Luxembourg
Le plateau de Luxembourg est un plateau de grès datant du jurassique inférieur situé dans le centre-sud du Luxembourg.

## Géographie

### Situation
Situé principalement entre 300 mètres et 400 mètres d'altitude, il forme la majeure partie du Gutland,.
L'Alzette traverse le plateau luxembourgeois, tandis que l'Ernz Noire, l'Ernz Blanche, la Mamer et la Syre ont également leurs sources sur le plateau luxembourgeois. Le point culminant se trouve dans le Grünewald, à 437 mètres d'altitude.

### Géologie
Géologiquement, le plateau est sédimentaire ; majoritairement constitué de grès, formé lors de l'époque du jurassique inférieur.

## Agriculture et environnement
En termes d'utilisation des terres, le plateau est un patchwork de forêts et de terres agricoles. Une partie des sols les plus fertiles du Luxembourg se trouve sur le plateau, mais d'autres priorités économiques et la pression environnementale contribuent à ce que l'agriculture ne représente qu'une très petite partie de l'activité économique sur le plateau.

## Population
Le plateau est la sous-région la plus peuplée du Luxembourg, étant habité par plus de 170 000 personnes. Sur le plan économique et social, la ville de Luxembourg domine le plateau, avec près de la moitié de la population de la grande sous-région. Les autres localités du plateau comprennent Bascharage, Bertrange, Howald, Mamer et Strassen, qui ont toutes une population de plus de 4 000 personnes. L'économie de la région est axée sur l'administration, les services financiers, le tourisme et l'industrie de la haute technologie. 